# Ukrainas filmhistoria
Ukrainas filmhistoria tar upp filmens utveckling i Ukraina från de tidigaste åren som del av Kejsardömet Ryssland och Sovjetunionen, fram till dagens självständiga Ukraina. 

## Utvecklingen

### De första åren
Den första filmvisningen i det som i dag är Ukraina ägde rum i Charkov 1896. Det började göras film i Ukraina redan när det ännu var en del av Kejsardömet Ryssland, i Odessa filmstudio i Odessa. 1928 startades även en filmstudio i Kiev, nu Dovzjenko Filmstudio, av filmskaparen Oleksandr Dovzjenko, mannen bakom filmer som den poetiska Jorden (1930).

### Sovjettiden
Den ukrainska filmen var alltid i skuggan av den ryska, och många ukrainska filmarbetare, bland andra regissören och skådespelaren Serhij Bondartjuk och regissören Larysa Sjeptiko ansåg sig ha större arbetsmöjligheter i Moskva. 
1965 debuterade Jurij Illjenko, tidigare filmfotograf åt Sergej Paradzjanov, som regissör med En källa för de törstande, som förbjöds att visas ända fram till Ukrainas självständighet 26 år senare. Andra filmer som ansågs för opatriotiska av de sovjetiska myndigheterna var Kira Muratovas Korta möten (1967) och Ett långt avsked (1971).

### Efter självständigheten

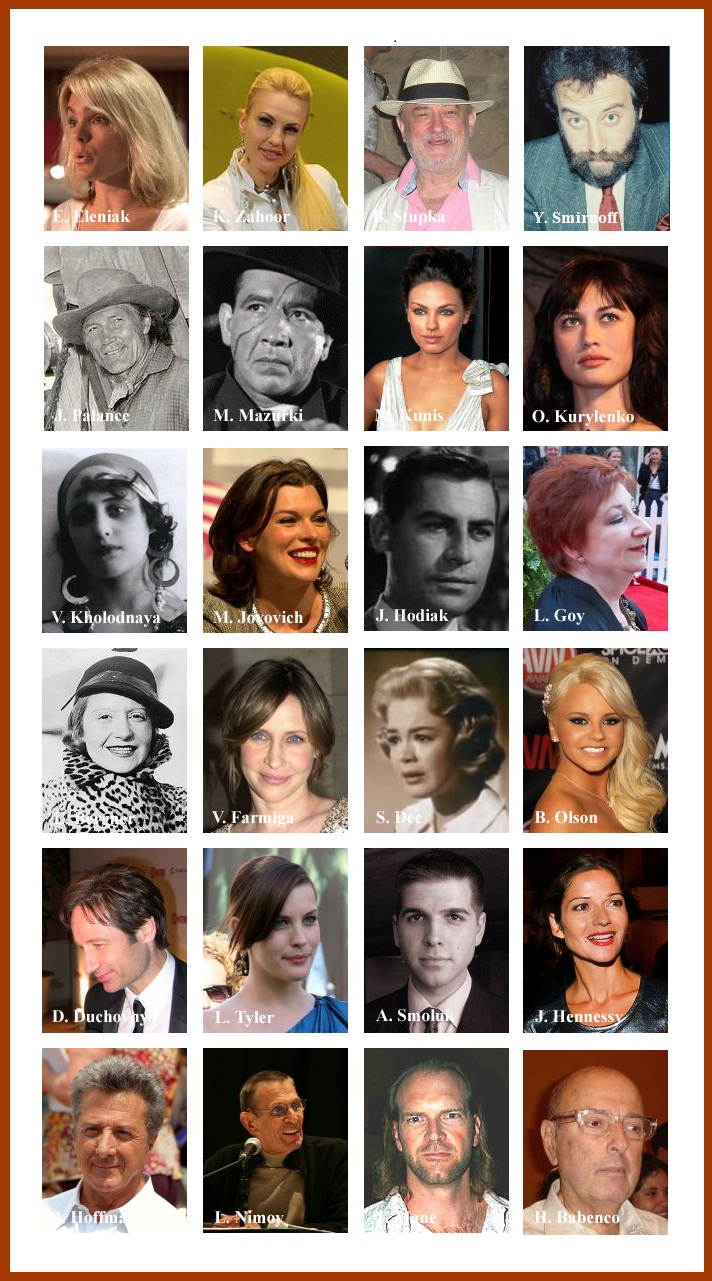
Ukrainarelaterade aktörer.

Efter självständigheten 1991 har Kira Muratova varit en av Ukrainas mest framgångsrika regissör, med filmer som samhällssatiren Det asteniska syndromet (1989) och Try istoryi (1997), den senare var tre novellfilmer med svart humor och ett professionellt bildspråk. Andra regissörer som gjorde sig kända under 1980-talet märks bland andra Roman Balajan, Igor Minnajev och Mark Osepjan. Under 1990-talets debutanter märks Natalka Andrijtjenko, Andrij Dontjyk, Vjatjeslav Krisjtofovytj samt dokumentärfilmaren Oleksandr Jantjuk. 
En av de största filmdistributörerna är Cinerga, som distribuerar filmer från Warner Brothers, New Line Cinema och Miramax Films.

## Urval av ukrainska filmer
- 1926 Ягодка любви / Kärlekens barriärer, regi Oleksandr Dovzjenko (stumfilm)
- 1928 Арсенал / Arsenal, regi Oleksandr Dovzjenko (stumfilm)
- 1928 Звенигора / Zvenihora, regi Oleksandr Dovzjenko (stumfilm)
- 1929 Человек с киноаппартом / Mannen med filmkameran, regi Dziga Vertov (dokumentärfilm)
- 1930 Земля / Jorden, regi Oleksandr Dovzjenko (stumfilm)
- 1932 Иван / Ivan, regi Oleksandr Dovzjenko (stumfilm)
- 1935 Аэроград / Aerograd, regi Oleksandr Dovzjenko
- 1939 Щорс / Sjtjors, regi Oleksandr Dovzjenko (dokumentärfilm)
- 1964 Тіні забутих предків / Skuggor av glömda förfäder, regi Sergej Paradzjanov
- 1972 Білий птах з чорною ознакою / Vit fågel med svart märke, regi Jurij Illjenko
- 1991 Голод-33 / Svält-33, regi Oleksandr Jantjuk
- 2003 Мамай / Mamaj, regi Oles Sanin
- 2005 Дрібний Дощ / Duggregn, regi Heorhij Delijev

## Ukrainska regissörer i urval
- Oleksandr Dovzjenko (1894–1956)
- Anatole Litvak (1902–1974)
- Serhij Bondartjuk (1920–1994)
- Grigorij Tjukhraj (1921–2001)
- Kira Muratova (1934–2018)
- Larysa Sjeptiko (1939–1979)